# Vista Chino
Vista Chino is een Amerikaanse rockband, opgericht in 2010 door zanger John Garcia, drummer Brant Bjork en bassist Nick Oliveri, alle eerder leden van Kyuss (actief 1987-1995), samen met gitarist Bruno Fevery.
De band is opgericht onder de naam Kyuss Lives!. Dit als een kortstondige poging het komende solowerk van Garcia te bevorderen. In 2012 besloot de band verder te gaan toeren voor onbepaalde tijd en te beginnen aan een studioalbum met behulp van de naam Kyuss Lives!. Echter, door een rechtszaak door collega-Kyuss-leden Josh Homme en Scott Reeder werd het gebruik van de naam Kyuss Lives! voor opnames verboden. De bandleden besloten de naam te veranderen in Vista Chino. De band maakt deel uit van de Palm Desert Scene.
Op 30 augustus 2013 bracht de band hun eerste album Peace uit op het label Napalm Records.
Vista Chino is een weg die Palm Springs doorkruist. De band heeft voor deze naam gekozen omdat ze zich sterk verbonden voelen met de deze streek.

## Vorming en tournee (2010 - 2011)
In 2010 werd er een Europese Garcia plays Kyuss-tournee aangekondigd om het nieuwe soloalbum van Garcia te promoten. De band Brant Bjork and the Bros van ex-Kyuss-drummer Bjork deed ook mee aan de tournee. Ze begonnen met een optreden op het Roadburn Festival. De band Garcia plays Kyuss was samengesteld uit Belgische en Nederlandse muzikanten en speelde bijna uitsluitend Kyuss-nummers.
In juni 2010 speelden de voormalige Kyuss-leden Nick Oliveri, Brant Bjork en John Garcia de nummers "Green Machine" en "Gardenia". Dit gebeurde tijdens als hoofdact tijdens het optreden van "Garcia Plays Kyuss" op Hellfest in Clisson , Frankrijk. Oliveri speelde met zijn band Mondo Generator ook op dit festival. Ze verscheen ook op andere concerten met Garcia van de tournee, wat neerkomt op 3/4 van Kyuss' Blues for the Red Sun-line-up.
In november 2010 kondigden Garcia, Oliveri en Bjork een Europese tournee aan onder de naam Kyuss Lives!. Dit met Bruno Fevery als gitarist van de band.
Kyuss Lives! toerde in mei door Australië en Nieuw-Zeeland. Ze toerde door Europa in juni 2011 en kondigde een Noord- en Zuid-Amerikaanse tournee aan tijdens het einde van de zomer periode en de herfst van 2011. Scott Reeder speelde een groot aantal datums buiten de VS door de arrestatie van Oliveri. Kyuss Lives! was van plan om een nieuw studioalbum op te nemen voor een zomer van 2012 release.

## Rechtszaak en toekomst (2012)
In maart 2012 werden Garcia en Bjork aangeklaagd door Josh Homme en oud-bassist Scott Reeder voor fraude. Dit had te maken met het gebruik van de naam Kyuss.
Bjork zei hier het volgende over:
"De eis van Josh is niet een probleem van de laatste tijd ... Het is een probleem dat 20 jaar geleden begon. Dat is ook de reden dat de band zo kort bestond. Josh en ik waren het creatieve brein in de band. Nadat de tweede cd ‘Blues For The Red Sun’ klaar was kregen wij een meningsverschil over hoe de band zou moeten bestaan en hoe de liedjes geschreven moesten worden.
In 1992 ontdekte Josh de marketing binnen de muziek. Dit is de financiële omzet voor het maken van liedjes. Hierna wilde Josh alle liedjes schrijven.
Als drummer kon ik hem niet mijn liedjes laten spelen. Ik koos ervoor om niet met hart en ziel in een band te spelen die ik was begonnen om Josh geld te laten verdienen. Ik verliet de band.
Ik was een gefrustreerde, boze en verdrietige 19-jarige idealist die zijn liefde opofferde voor waar ik in geloofde.
2,5 jaar later stopte Josh de band nadat John hem had geconfronteerd met hetzelfde punt: de controle van de band voor persoonlijke winst".
Bjork gaf op 7 juni 2012 in een interview met Trashhits aan dat Homme en Reeder op de hoogte waren gebracht door Garcia wat de toekomstvisie was met Kyuss Lives! Ook vertelde Bjork over de relatie met Josh Homme: "De laatste keer dat ik hem (Josh) sprak is zes jaar geleden waarin hij aangaf dat hij mij (Bjork) nooit meer wilde spreken. In het begin van de Kyusstijd konden wij het goed met elkaar vinden. We groeiden steeds meer uit elkaar en we hebben het nooit meer bijgelegd. Er is nooit een hevige ruzie geweest. We hadden beiden andere interesses. Na nog een aantal keer samen te hebben gewerkt na Kyuss werd het mij steeds duidelijker dat wij uit elkaar waren gegroeid. Josh is niet meer de persoon die ik ooit kende".
In augustus 2012 bepaalde een rechter dat John Garcia en Brant Bjork geen studio- en/of live-materiaal mochten uitbrengen onder de band naam 'Kyuss Lives!'. Wel mogen ze de naam gebruiken voor liveshows zolang 'Kyuss' en 'Lives!' in dezelfde lettergrootten naast elkaar staan om onduidelijkheid over de naam weg te nemen. De rechter gaf aan dat ze in de toekomst misschien in de problemen kunnen komen hiermee en gaf aan dat het voor de verdedigende partij het beste is om de bandnaam te veranderen.
Omdat Oliveri maatjes was met Josh Homme en de bandleden van Kyuss Lives! wilde hij niet in het midden komen te staan van de ruzie en stapte uit de band om aan de nieuwe cd Hell Comes to Your Heart te werken van zijn band Mondo Generator waarin Garcia bijdroeg aan het nummer The Last Train.
Op 29 november 2012 werd aangekondigd dat de naam "Kyuss Lives!" werd veranderd in "Vista Chino". Oliveri besloot na het veranderen van de naam terug te komen bij de band omdat zijn hoop terug te keren bij de band Queens of the Stone Age niet realistisch was.

## Kyuss Lives! wordt Vista Chino (2013-heden)

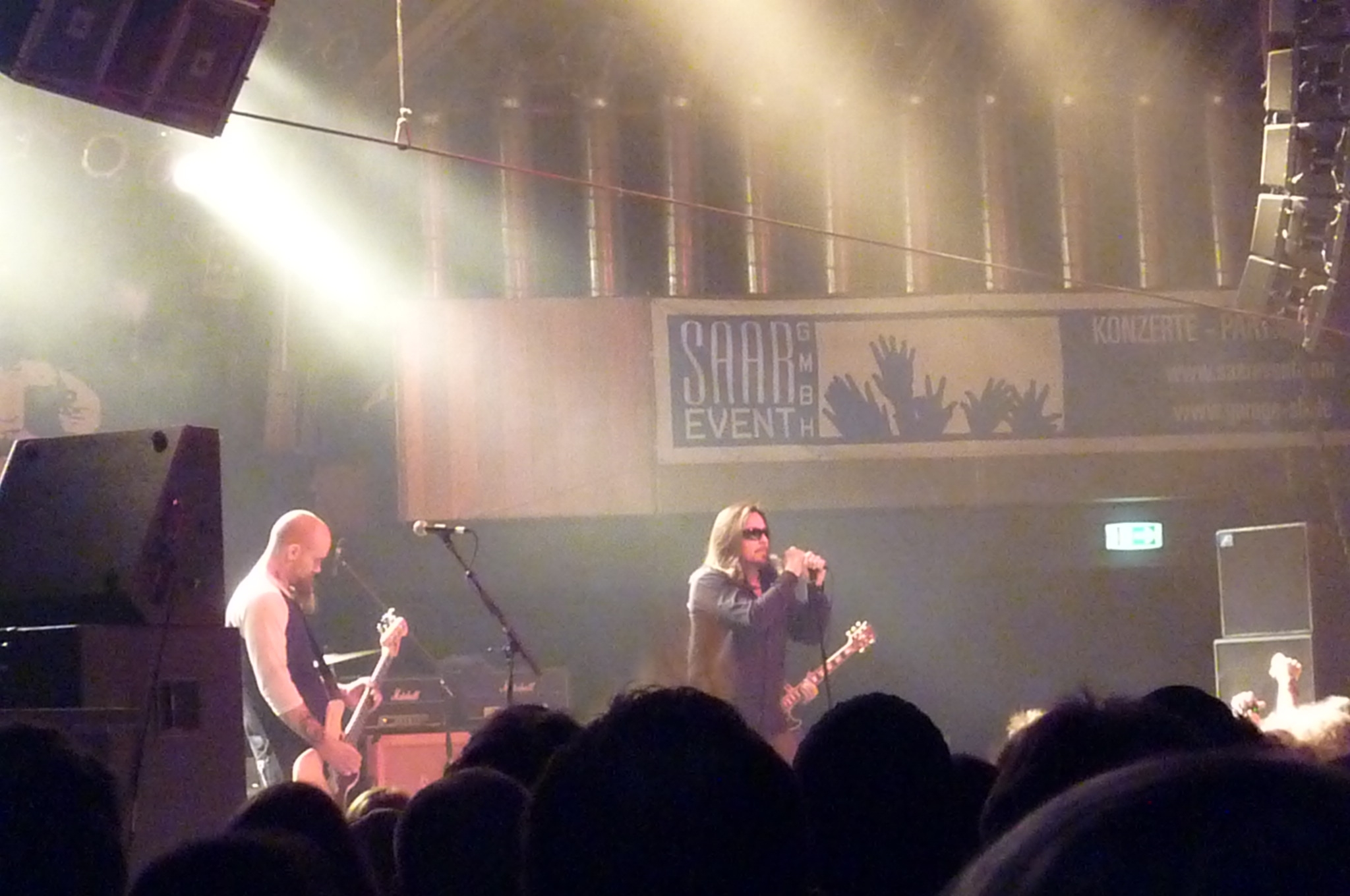
Kyuss Lives! live in Saarbrücken

Tijdens de periode van Kyuss Lives! wilde de bandleden het aankomende album Vista Chino noemen. Nadat de bandnaam veranderd moest worden besloten de leden de naam te gebruiken als bandnaam. Brant Bjork gaf aan dat Vista Chino een naam van een weg is in de woestijn. De band identificeert zich met de weg als oriëntatiepunt waar ze ooit opgroeiden.
Garcia gaf aan dat 'Vista' 'uitzicht' betekent en dat 'Chino' refereert aan de stad Chino, krullend haar, stamhoofd en marihuana. De band heeft de naam niet om deze reden gekozen, maar voornamelijk om de straatnaam 'Vista Chino' in Palm Springs.
Eind 2012 was de band bezig met de opnames in de studio van Bjork in Joshua Tree voor het debuutalbum van de band. Garcia zou begin 2013 de zang inzingen om het daarna te mixen in Thunder Underground Recording Studio's in Palm Springs, Californië.
Het laatste Kyuss Lives!-optreden vond plaats tijdens het Soundwave Festival begin 2013 in Australië waar ze één nieuw nummer ("Dragona" of "Dargona") van Vista Chino speelde. Mike Dean (voorheen bassist voor Corrosion of Conformity) speelde basgitaar voor Oliveri tijdens alle optredens van het Soundwave Festival.
Bjork gaf tijdens dit festival aan dat ze het nieuwe album aan het mixen zijn en dat deze eind 2013 zou uitkomen. 
Ook gaf hij verder aan dat de rechtszaak van Homme en Reeder een "psychische, spirituele en financiële klap was, maar dat hij niet geïnteresseerd is in bandnamen en marketing en het dus niet zijn liefde voor de muziek had verloren" en "dat het schijven van het nieuwe album door de gehele band wordt gedaan. Bjork en Fevery hebben de muziek geschreven en Garcia de zanglijnen en melodieën".
Op 23 mei 2013 werd aangekondigd dat Vista Chino had getekend bij Napalm Records nadat Bjork als soloartiest dit al eerder deed. Diezelfde dag werd het nieuwe nummer "Dargona Dragona" uitgegeven op hun SoundCloud. Ook werd bekend dat ze hun eerste live optreden zal zijn tijdens het Orion Music + More festival in Detroit. Tijdens dit festival gaf Garcia in een interview aan dat het album klaar is en dat ze tot en met de kerst zullen toeren met de band om het album te promoten. Garcia gaf ook een aantal namen van nummers die op het eerste album zouden verschijnen: Dargona Dragona, Sweet Remain, As You wish, Adara, Good Morning Wasteland en Sunlight at Midnight.
Op 11 juni werd bekend dat Oliveri geen vast lid is van de band, maar ook niet uit de band is gestapt of gezet. Hij richt zich op een tour met zijn band Mondo Generator en heeft plannen voor een nieuw soloalbum. Mike Dean zal daarom tijdens liveoptredens de vaste bassist zijn. In een interview met StormbringerTV gaf Bjork aan dat Mike Dean in de toekomst verplichtingen heeft bij de band Corrosion of Conformity en dat het waarschijnlijk is dat Oliveri terug zal keren bij de band als vast lid.
De band speelde hun eerste optreden in Nederland als Vista Chino in Lierop op het Nirwana Tuinfeest op 3 augustus 2013.

### Peace
Op 6 juni 2013 werd bekend dat hun debuutalbum Peace zou gaan heten. Deze zal 30 augustus 2013 uitgegeven worden. Ook werd bekend dat de cd-hoes ontworpen is door The Date Farmers. Leden van dit collectief komen uit dezelfde omgeving als de bandleden.
Op 18 juli 2013 gaf de band een nieuw nummer van het album uit, "Barcelonian".
Tijdens een interview met About.com op 2 september 2013 sprak Garcia over Josh Homme en Scott Reeder. Hij gaf aan dat een groot aantal mensen dachten dat de band ging falen, vooral Josh Homme en Scott Reeder. Garcia gaf aan dat de band op de goede weg was: "Het duurde wat langer, maar we zijn de juiste weg ingeslagen. We toeren tot eind volgend jaar zomer met de band en maken al plannen voor een volgend album".
In een interview in oktober 2014 gaf voormalig bassist Nick Oliveri aan dat de bandleden ruzie hadden gekregen dat dat John Garcia om deze reden de band verliet. Garcia en Brant Bjork gingen werken aan hun soloalbum.

### Mogelijk tweede album
Begin 2017 gaf drummer Brant Bjork in een interview aan meermaals contact te hebben gehad met bassisten Mike Dean en Nick Oliveri en gitarist Bruno Fevery. Contact met zanger John Garcia was er niet. Bjork gaf aan het jammer te vinden dat de band stopte, maar dat ze wel allemaal achter het idee stonden nieuw materiaal op te nemen als Vista Chino. Eerder in het interview benoemde Bjork ook dat Kyuss en Vista Chino door dezelfde reden uit elkaar gingen: verschil in visie.

## Bandleden

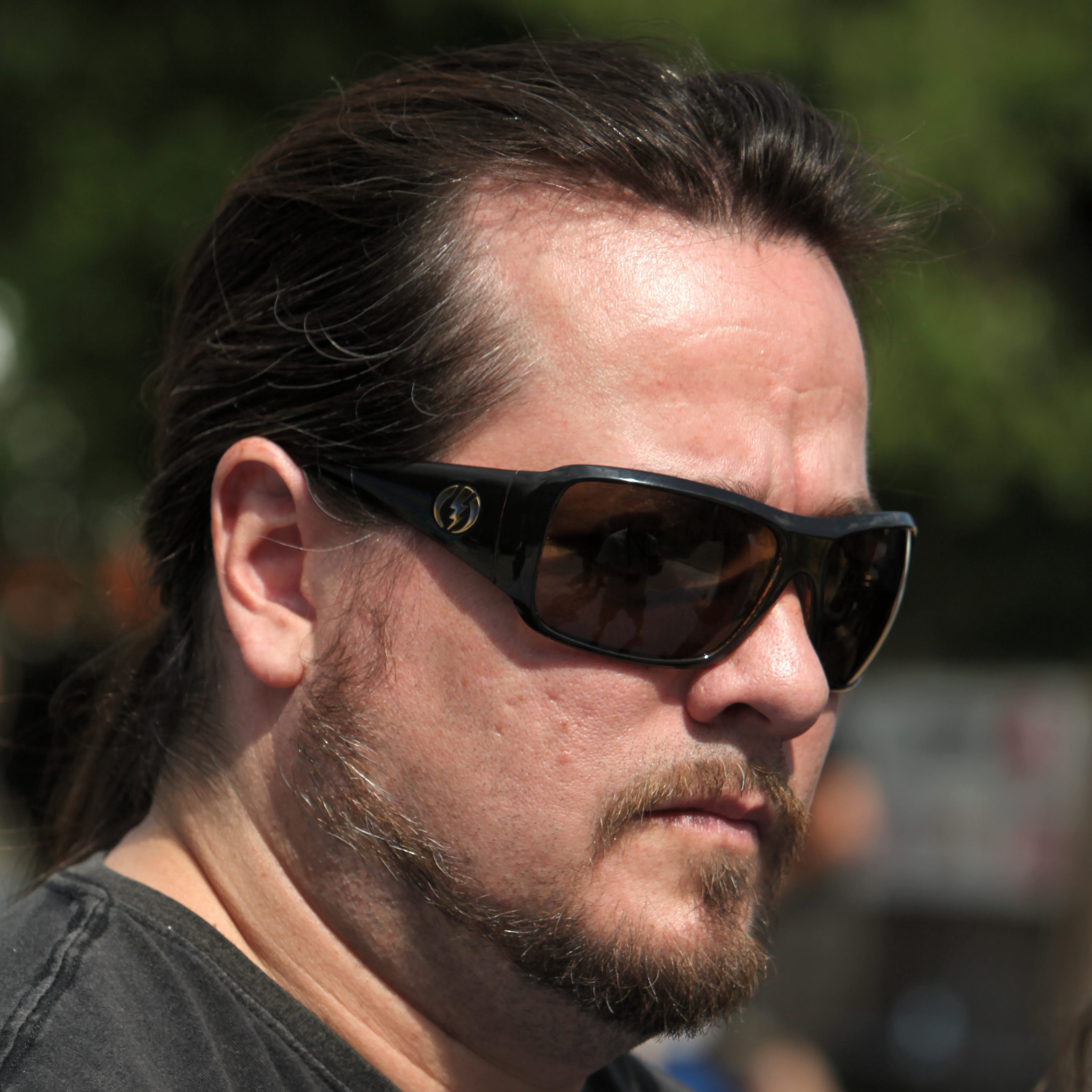
John Garcia
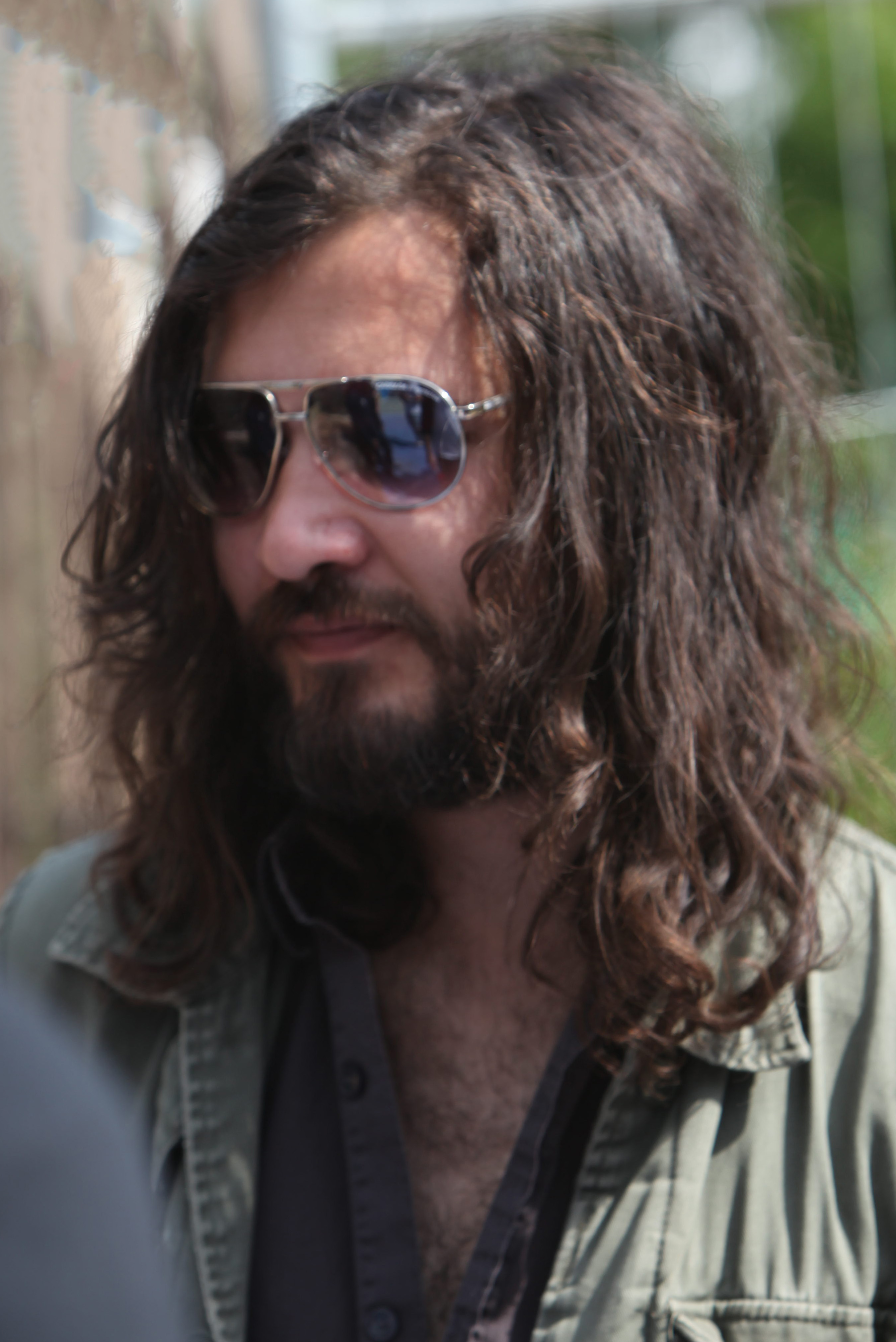
Bruno Fevery
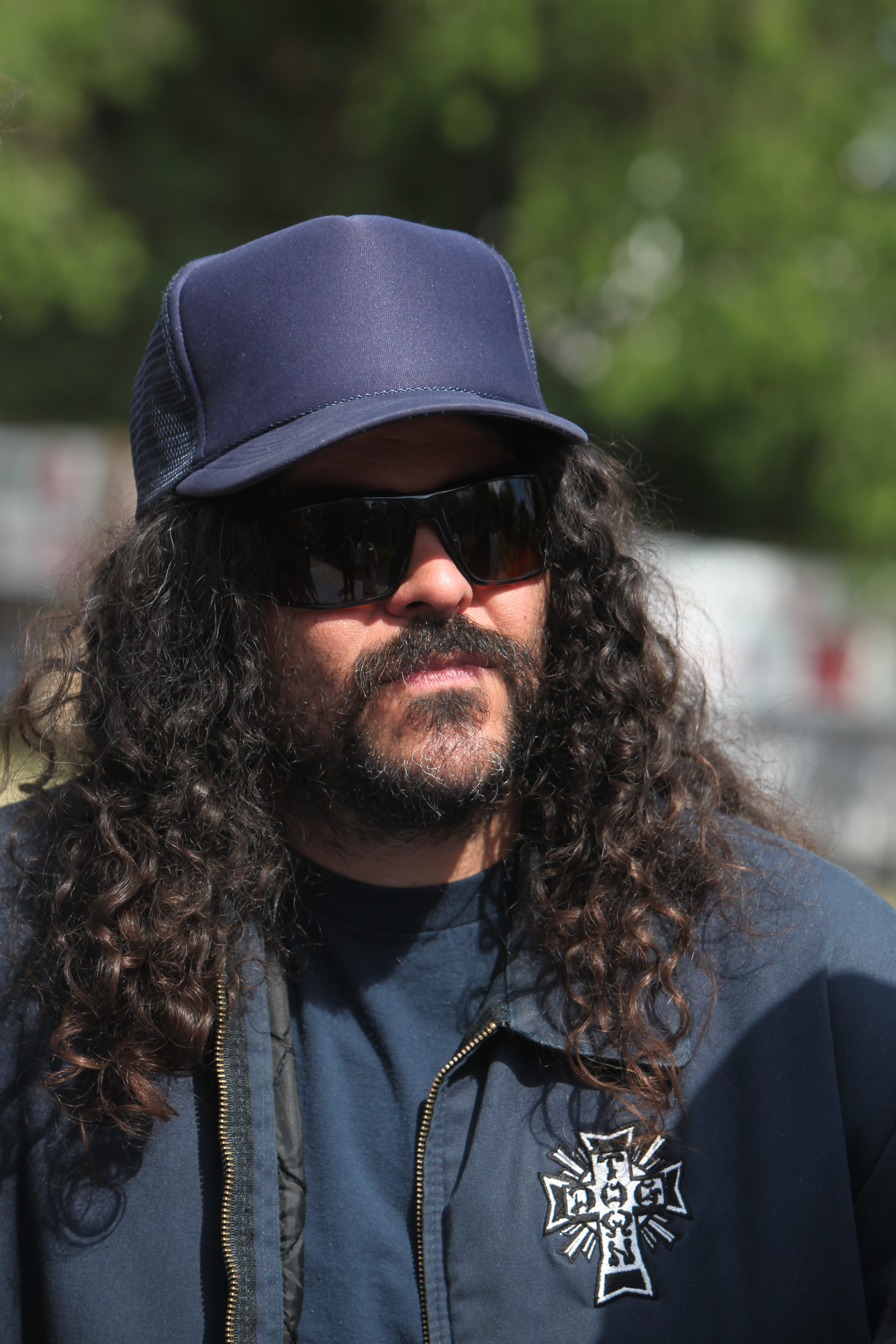
Brant Bjork

### Huidige bandleden
- John Garcia - zang  (2010-heden)
- Bruno Fevery - gitaar  (2010-heden)
- Brant Bjork - drums  (2010-heden)

### Tour
- Mike Dean - basgitaar (2013-heden)

### Oud-bandleden
- Nick Oliveri - basgitaar (2010-maart 2012, november 2012-heden)
- Billy Cordell - basgitaar (maart-november 2012)

### Oud-tourbandleden
- Scott Reeder - basgitaar (vier live shows begin augustus 2011)

## Discografie

### Albums
| Titel | Datum      |
| ----- | ---------- |
| Peace | 30-08-2013 |

### Singles
| Titel              | Datum      | Album |
| ------------------ | ---------- | ----- |
| "Dargona, Dragona" | 22-05-2013 | Peace |
| "Barcelonian"      | 18-07-2013 | Peace |

### Muziekvideo
| titel          | datum      | album |
| -------------- | ---------- | ----- |
| "Sweet Remain" | 11-12-2013 | Peace |
| "Barcelonian"  | 27-05-2014 | Peace |